# 六分儀座40
六分儀座40，又名BD-03 2999，HD 93742、SAO 137808、HR 4229，是六分儀座的一颗恒星，视星等为6.61，位于銀經254.8，銀緯47.11，其B1900.0坐标为赤經10h 44m 13s，赤緯-3° 47.11′ 43″。